# Single African Air Transport Market
Le Marché Unique Africain du Transport Aérien (anglais : Single African Air Transport Market, SAATM) est un projet de l'Union africaine visant à créer un marché unique pour le transport aérien en Afrique. Une fois complètement en vigueur, le marché unique devrait permettre une grande liberté de transport aérien en Afrique. 
L'objectif principal du « SAATM » est de mettre pleinement en œuvre la déclaration de Yamoussoukro de 1999. Cela signifie que tous les participants conviennent de lever les restrictions d'accès au marché pour les compagnies aériennes, de supprimer les restrictions de propriété, de s'accorder mutuellement des droits de trafic aérien étendus de la première à la cinquième liberté, sans incidence sur les droits de cabotage  et de libéraliser la fréquence des vols et les limites de capacité. L' aviation de passagers et de fret est incluse. Il vise également à harmoniser les règles de sécurité et de sûreté de l'aviation, sur la base des exigences de l'OACI. Le contrôle du « SAATM » est exercé par l'Union africaine, ses Communautés économiques régionales et la Commission africaine de l'aviation civile (CAFAC),.

## Histoire
L'avantage de la libéralisation du trafic aérien, en particulier la cinquième liberté, a été reconnu pour la première fois dans la Déclaration de Yamoussoukro de 1988 . Cette déclaration a été réaffirmée en 1999, lorsque l'Union africaine a adopté la Déclaration de Yamoussoukro . Cependant, la mise en œuvre de la décision s'est heurtée à des obstacles, car les organismes de réglementation ne sont pas devenus opérationnels comme le stipule l'accord. Un certain nombre de pays protectionnistes ont refusé d'accorder des droits de cinquième liberté aux compagnies aériennes étrangères.  
En 2015, la « Declaration for the Establishment of a Single African Air Transport Market  » pose le cadre d'un marché unique mettant en œuvre la déclaration de Yamoussoukro à établir jusqu'en 2017 . Ce délai a ensuite été prolongé avec des plans de lancement du marché unique lors du 30e sommet de l'Union africaine à Addis-Abeba. Le lancement du « SAATM » a  été officialisé le 28 janvier 2018 par le président rwandais Paul Kagame, en tant que nouveau président de l'Union africaine,. L'organisation a cherché à réunir 40 membres d'ici la fin de 2019.

## Participation
Vingt-trois États membres de l'Union africaine ont initialement accepté de rejoindre le « SAATM » en tant que participants initiaux. Au mois de mars 2020 les pays adhérents sont 33 :
- Bénin
- Botswana
- Burkina Faso
- Cameroun
- Cap-Vert
- Tchad
- République centrafricaine
- République démocratique du Congo
- République du Congo
- Côte d'Ivoire
- Égypte
- Éthiopie
- Guinée équatoriale
- Gabon
- Gambie
- Ghana
- Guinée
- Guinée-Bissau
- Kenya
- Lesotho
- Liberia
- Mali
- Maroc
- Mozambique
- Niger
- Nigeria
- Rwanda
- Sénégal
- Sierra Leone
- Afrique du Sud
- Eswatini
- Togo
- Zimbabwe

## Évaluation
Certains gouvernements et compagnies aériennes africains ont critiqué le projet. Des petites compagnies aériennes, ainsi que le gouvernement ougandais, allèguent que l'accord conduit à un monopole de quelques grandes compagnies aériennes, étouffant ainsi la concurrence. 
La Banque africaine de développement, entre autres, a prédit que le « SAATM » entraînerait des vols moins chers, des volumes de passagers plus importants et des avantages économiques.
L'Association internationale du transport aérien a félicité l'Union africaine pour le lancement du marché unique, mais signale qu'un travail complémentaire est nécessaire pour mettre en œuvre efficacement cette politique.  

## Source de traduction
- (en) Cet article est partiellement ou en totalité issu de l’article de Wikipédia en anglais intitulé « Single African Air Transport Market » (voir la liste des auteurs).